# Lucas Willinge
Lucas Willinge (Peize, 6 december 1731 - Emmen, 4 augustus 1802) was een Nederlandse schulte.

## Leven en werk
Willinge was een zoon van de schulte van Peize, ette van het Noordenveld en gedeputeerde van Drenthe Jan Willinge en Margareta Crans. Willinge studeerde rechten. Willinge werd in 1772 benoemd tot schulte van Emmen als opvolger van  Christiaan Wolter Emmen. Van de erfgenamen van zijn voorganger kocht hij het schultehuis, dat naar de nieuwe bewoner het Willingehuis genoemd werd. De woning bleef tot 1935 in het bezit van de familie Willinge. De wateropvang bij het voormalige schultehuis, het Willingehuis,  heeft de naam "dokterskom" te danken aan de naar hem genoemde kleinzoon Lucas, die arts te Emmen was. Na het overlijden van de laatste bewoner, Gezina Willinge, werd het huis gekocht door de Emmer wethouder Roelof Zegering Hadders. Hij liet het huis afbreken en bouwde er een kapitale villa, de Lindenhof. Sinds 1984 behoort de villa tot het Noorderdierenpark (thans Dierenpark Emmen).
Hij werd door de patriot Carel de Vos van Steenwijk gekarakteriseerd als een al te voorzichtige patriot; dit in tegenstelling tot zijn broer de schulte van Peize Jan Willinge, die een goed patriot werd genoemd Een andere broer, de gedeputeerde Dubbelt Willinge, werd een gebrek aan moed  verweten.
Willinge was niet alleen schulte van Emmen, maar ook van Odoorn en Roswinkel.  In 1795 werd hij afgezet door de nieuwe machthebbers; hij werd echter weer onmiddellijk herkozen door de bevolking en bleef zijn functie van schulte in de drie plaatsen uitoefenen totdat hij in augustus 1802 op 70-jarige leeftijd overleed.
Willinge trouwde op 10 juni 1775 te Groningen met de aldaar geboren Anna Siberdina Maria Winsemius, dochter van de uit Emden afkomstige Jacobus Winsemius en Siberdina Margaretha Emmen. Hun zoon Jan Jacob Willinge werd in 1811 schulte en vervolgens in 1813  maire en in 1825 burgemeester van Emmen

## Reisverslag
Willinge beschreef hoe hij in 1750 als 18-jarige student een reisje maakte van Groningen naar Emden in gezelschap van zijn hospes Harm Meijer. Hij ging naar deze stad om getuige te zijn van het bezoek, dat de koning van Pruisen, Frederik de Grote, aan die stad bracht. Ook zijn broers Dubbelt en Jan Willinge hadden zich naar Emden begeven om hierbij aanwezig te zijn.